# Тит Ветурій Гемін Цикурін (консул 494 року до н. е.)
Тит Вету́рій Гемі́н Цикурі́н (лат. Titus Veturius Geminus Cicurinus; VI—V століття до н. е.) — політичний, державний і військовий діяч часів ранньої Римської республіки, консул 494 року до н. е.

## Біографія
Походив з патриціанського роду Ветуріїв. Син Гая Ветурія Цикуріна, брат-близнюк Публія, консула 499 року до н. е., через що вони обидва мали агномен «Гемін» (близнюк).
494 року до н. е. його було обрано консулом разом з Тоді тривала Перша Латинська війна. Консули розпочали набір війська, чим викликали невдоволення плебсу. Тому сенат призначив диктатора Манія Валерія Волуза Максима, якій запевнив плебеїв у виконанні їхніх вимог, через що вони виконали призов до війська. Титу Ветурію було доручено очолити кампанію проти еквів. Він на чолі 3 легіонів спочатку успішно діяв проти них відігнавши від Риму, але коли війська ввійшли на територію еквів, успіхів вже не було. Цього часу плебеї виступили проти патриціїв, які не виконали їхніх вимог, і на знак протесту пішли з Рима на Священну гору в 3 км від міста (так звана сецесія), що вони робили не вперше і що одразу призводило до припинення економічного життя в Римі. Тому було сформована комісія з 10 сенаторів для перемовин з плебеями. Зрештою це призвело до створення нових магістратур для захисту прав плебсу — народний трибун і плебейський еділ.
З того часу про подальшу долю Тита Ветурія Геміна Цикуріна згадок немає.

## Родина
- Син Тит Ветурій Гемін Цикурін, консул 462 року до н. е.